# Tethya actinia
Tethya actinia é uma esponja marinha do filo Tethyidae.